# Megalocephalus

Megalocephalus es un género de tetrápodo extinto de la familia loxommatidae procedente del periodo Carbonífero Tardío. Sus fósiles se han descubierto en China y Norteamérica. El género tiene dos especies, M. pachycephalus and M. lineolatus. El cráneo de M. pachycephalus pudo medir cerca de 20 cm de largo.

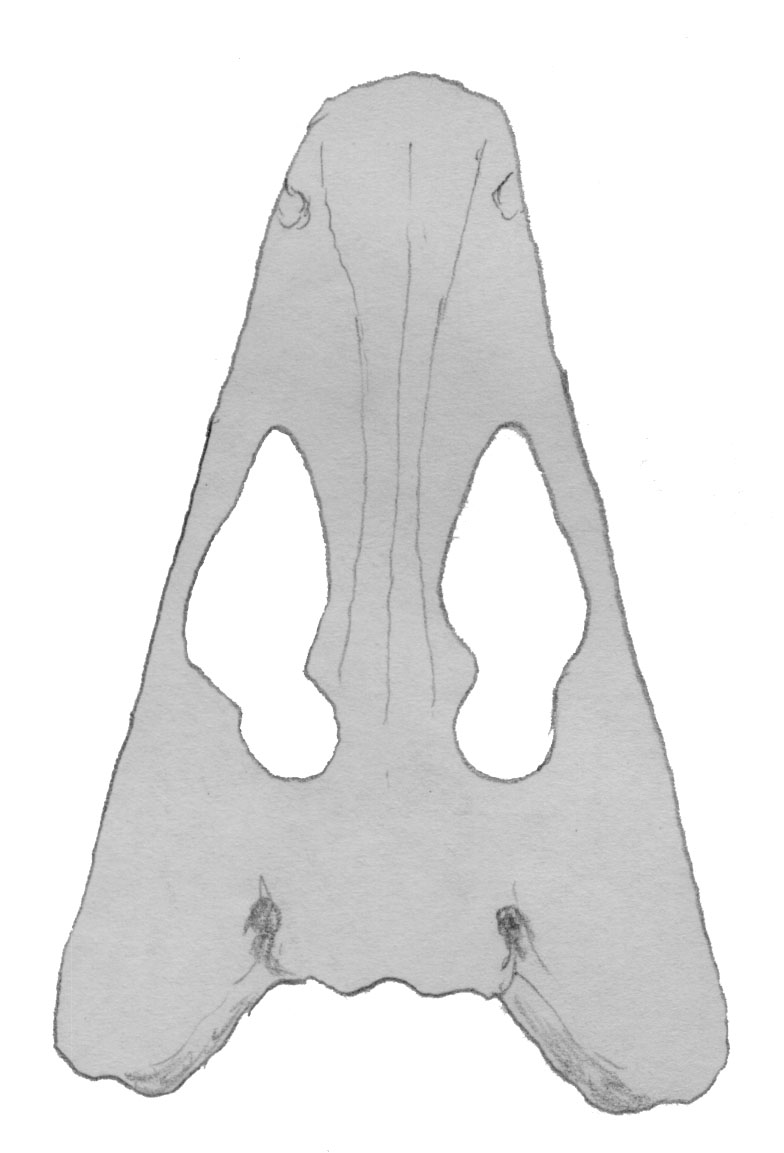
Cráneo de Megalocephalus